# Pete Aguilar
Peter Rey Aguilar (kiejtés: /ˈæɡjəˌlɑːr/; Fontana, 1979. június 19. –) amerikai politikus, az Amerikai Egyesült Államok képviselője, Kalifornia 31. körzetéből. A Demokrata Párt tagja, 2022. november 30-án megválasztották a demokrata frakció elnökének. 2010 és 2014 között a kaliforniai Redlands polgármestere volt. 2006-tól kongresszusi megválasztásáig a redlandsi városi tanács tagja volt.
Aguilar a Kongresszusban a legmagasabb rangú latino képviselő. Tagja a Január 6. Bizottságnak is.

## Választási eredmények

### Előválasztások
Kaliforniában az előválasztásokat nem külön tartják a pártok, hanem minden jelölt egy versenyben indul, ahonnan az első két helyezett jut tovább.
| Párt     | Jelölt        | Szavazatszám | %      |
| -------- | ------------- | ------------ | ------ |
|          | Paul Chabot   | 14 163       | 26,6%  |
|          | Pete Aguilar  | 9 242        | 17,4%  |
|          | Lesli Gooch   | 9 033        | 17,0%  |
|          | Eloise Reyes  | 8 461        | 15,9%  |
|          | Eloise Reyes  | 5 954        | 11,2%  |
|          | Danny Tillman | 4 659        | 8,7%   |
|          | Ryan Downing  | 1 737        | 3,3%   |
| Összesen | Összesen      | 53 249       | 53 249 |

| Párt     | Jelölt                    | Szavazatszám | %       |
| -------- | ------------------------- | ------------ | ------- |
|          | Pete Aguilar (hivatalban) | 48 518       | 43,1%   |
|          | Paul Chabot               | 25 534       | 22,7%   |
|          | Lesli Gooch               | 14 020       | 12,4%   |
|          | Eloise Reyes              | 12 418       | 11,0%   |
|          | Eloise Reyes              | 12 130       | 10,8%   |
| Összesen | Összesen                  | 112 620      | 112 620 |

| Párt     | Jelölt                    | Szavazatszám | %      |
| -------- | ------------------------- | ------------ | ------ |
|          | Pete Aguilar (hivatalban) | 41 337       | 45,9%  |
|          | Sean Flynn                | 40 622       | 45,1%  |
|          | Kaisar Ahmed              | 14 020       | 12,4%  |
| Összesen | Összesen                  | 90 067       | 90 067 |

| Párt     | Jelölt                    | Szavazatszám | %       |
| -------- | ------------------------- | ------------ | ------- |
|          | Pete Aguilar (hivatalban) | 81 994       | 62,1%   |
|          | Agnes Gibboney            | 49 889       | 37,8%   |
|          | Eugene Weems              | 51           | 0,0%    |
| Összesen | Összesen                  | 131 934      | 131 934 |

| Párt     | Jelölt                    | Szavazatszám | %       |
| -------- | ------------------------- | ------------ | ------- |
|          | Pete Aguilar (hivatalban) | 40 484       | 59,9%   |
|          | John Mark Porter          | 11 899       | 17,6%   |
|          | Rex Gutierrez             | 10 360       | 15,3%   |
|          | Ernest Richter            | 4 795        | 7,1%    |
| Összesen | Összesen                  | 131 934      | 131 934 |

### Szövetségi választások
| Párt     | Jelölt       | Szavazatszám | %      |
| -------- | ------------ | ------------ | ------ |
|          | Pete Aguilar | 51 622       | 51,7%  |
|          | Paul Chabot  | 48 162       | 48,3%  |
| Összesen | Összesen     | 99 784       | 99 784 |

| Párt     | Jelölt                    | Szavazatszám | %       |
| -------- | ------------------------- | ------------ | ------- |
|          | Pete Aguilar (hivatalban) | 121 070      | 56,1%   |
|          | Paul Chabot               | 94 866       | 43,9%   |
| Összesen | Összesen                  | 215 936      | 215 936 |

| Párt     | Jelölt                    | Szavazatszám | %       |
| -------- | ------------------------- | ------------ | ------- |
|          | Pete Aguilar (hivatalban) | 110 143      | 58,7%   |
|          | Sean Flynn                | 77 352       | 41,3%   |
| Összesen | Összesen                  | 187 495      | 187 495 |

| Párt     | Jelölt                    | Szavazatszám | %       |
| -------- | ------------------------- | ------------ | ------- |
|          | Pete Aguilar (hivatalban) | 175 315      | 61,3%   |
|          | Agnes Gibboney            | 110 735      | 38,7%   |
| Összesen | Összesen                  | 187 495      | 187 495 |

| Párt     | Jelölt                    | Szavazatszám | %      |
| -------- | ------------------------- | ------------ | ------ |
|          | Pete Aguilar (hivatalban) | 30 949       | 57,7%  |
|          | John Mark Porter          | 22 695       | 42,3%  |
| Összesen | Összesen                  | 53 644       | 53 644 |